# بنزين الطائرات

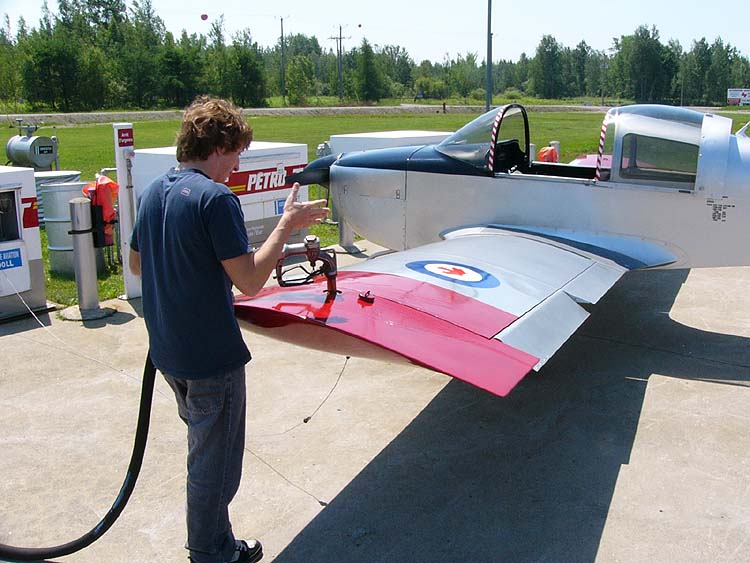
تزود طائرة غرومان أمريكان إيه إيه-1 بنزين 100إل إل.

بنزين الطائرات هو وقود طائرات يستخدم في محركات الاحتراق الداخلي لتحريك الطائرات. يختلف بنزين الطائرات عن البنزين العادي الذي يستخدم يوميا في السيارات وبعض الطائرات الخفيفة. على عكس بنزين السيارات والذي تم صياغته في السبعينيات والذي أدخل المحولات الحفزية لتقليل التلوث الصادر عنه، عادة ما يحتوي بنزين طائرات على رباعي إيثيل الرصاص وهو مادة سامة تمنع خبط المحرك (بالإنجليزية: Engine knocking)‏، تحاول الابحاث الجارية إلى تقليل أو إزالة استخدام رباعي إيثيل الرصاص في بنزين الطائرات.
تكون محركات التروبين والديزل مصممة لتعمل على كيروسين وقود النفاثات.

## الخصائص
المكون البترولي الرئيسي المستخدم في مزج بنزين الطائرات هو مجموعة الألكيل، وهو مزيج من أيزوأوكتان. تستخدم بعض المصافي الإصلاح الحفزي. لدى كل درجات بنزين الطائرات كثافة 6.01 باوند/غالون أمريكي بدرجة 15 مئوية أو0.721 كيلوغرام/لتر (يستخدم 6 باوند/غالون أمريكي لقياس الوزن والتوازن). تزداد الكثافة إلى 6.41 باوند/غالون أمريكي أو 0.769 كيلوغرام/لتر بدرجة حرارة -40 مئوية وتنخفض بنسبة 1% لكل 1 درجة مئوية (1.8 فهرنهايت) زيادة. لدى بنزين الطائرات عامل انبعاث 18.355 باوند من ثنائي أكسيد الكربون لكل غالون أمريكي (2.1994 كيلوغرام/لتر) أو حوالي 3.05 وحدات من وزن ثنائي أكسيد الكربون المنتج لكل وحدة وقود مستهلكة.
بقي المزيج المستخدم في الوقت الحاضر نفسه منذ أن صمم لأول مرة في أربعينيات القرن الماضي، حيث استخدم في الخطوط الجوية والمحركات العسكرية بمستويات عالية من الشحن التوربيني، وعلى وجه الخصوص، محركات رولز-رويس ميرلين في طائرات هوريكان وسبتفاير والقاذفة المقاتلة موسكيتو وقاذفة القنابل الثقيلة أفرو لانكاستر، ومحركات أليسون في-1710 والعديد من المحركات الشعاعية من برات آند ويتني، رايت، والعديد من المصانع على جانبي الأطلسي.

## الدرجات
تُعرف معظم درجات بنزين الطائرات برقمين مرتبطين مع رقم أوكتان للمحركات. يشير الرقم الأول إلى طراز الأوكتان في الوقود المختبر بحسب معايير «الطائرات الضعيفة»، وهذا المعايير تشبه فهرس مانع الخبط أو «تقدير المضخة» في محركات السيارات في الولايات المتحدة الأمريكية. ويشير الرقم الثاني إلى طراز الأوكتان في الوقود المختبر بحسب معايير «الطائرات القوية»، وهي محاولة لتقليد وضع الشحن التوربيني الفائق بمزيج قوي، وحرارة عالية، وضغط عالي. على سبيل المثال، بنزين 100/130 للطائرات يملك طراز أوكتان من 100 بالنسبة لوضع الضعيف للتجوال و130 بالنسبة لوضع القوي للإقلاع والحالات التي تحتاج الطاقة الكاملة.

## الاستهلاك
كان الاستهلاك السنوي لبنزين الطائرات في الولايات المتحدة الأمريكية 186 مليون غالون أمريكي (700,000 متر3) في عام 2008، وشكل حوالي 0,14% من استهلاك البنزين للمحركات. من عام 1983 إلى عام 2008، ينخفض معدل استهلاك بنزين الطائرات 7.5 مليون كل سنة (28,000 متر) تقريبا.

## وصلات إضافية
- ASTM D910